# Рамон II (граф Пальярса)
Рамо́н II (кат. Ramon II; умер около 995 или после 7 ноября 1007) — граф Пальярса (948/950—995/около 1007). Сын графа-соправителя Пальярса Лопе I и Готруды, внебрачной дочери графа Сердани Миро II, брат графов Пальярса Борреля I и Суньера I. Представитель Пальярсской династии.

## Биография
Из-за недостаточного освещения в источниках истории графства Пальярс середины X — начала XI веков, историками до сих пор не установлена точная хронология преемственности местных графов этого времени. Существуют две наиболее распространённые версии. Согласно первой, Рамон II в 948 году наследовал вместе с братьями графство после отречения от престола или смерти своего дяди, графа Исарна I. Согласно второй, предшественником Рамона и его братьев был граф Гильем I, сын Исарна, умерший в 950 году. Ко времени получения престола все сыновья Лопе I были ещё малолетними детьми, поэтому управление Пальярсом взяла на себя их мать Готруда. Её регентство продолжалось до самой её смерти в 956 или 963 году. С 963 года её старшие сыновья, Рамон II и Боррель I, начинают упоминаться в документах с титулами графов Пальярса, что свидетельствует о том, что к этому времени они уже стали совершеннолетними. Их третий брат, Суньер I, с 966 года также начал участвовать в управлении графством.
О правлении графа Рамона II известно не очень много. Основным источником об этом периоде истории Пальярса являются хартии, выданные членами графской семьи различным церквям и монастырям, находившимся в их владениях. Согласно этим данным, Рамон II, как старший из братьев, имел ведущую роль в управлении графством и его братья находились в зависимом от него положении. В этом качестве он упоминается в нескольких дарственных хартиях, в том числе, монастырям Сан-Серни-де-Тавернолес (963 и 976 годы) и Сан-Висенте-де-Герри (966 год). Из некоторых документов следует, что в это время графы Пальярса признавали своим сюзереном графа Барселоны Борреля II.
После смерти ранее 994 года или в 995 году Борреля I, Рамон II разделял управление графством только со своим младшим братом Суньером I. Последнее достоверное упоминание о графе Рамоне содержится в хартии о судебном заседании, состоявшемся в 995 году. Большинство историков считает, что Рамон II умер вскоре после этого (возможно, уже в этом же году). Однако ряд историков, опираясь на данные другой хартии, датированной 7 ноября 1007 года, предполагает, что, возможно, граф был в это время ещё жив.
Неизвестно, был ли Рамон II женат и имел ли детей. После его смерти графские полномочия в Пальярсе были разделены между Суньером I и Эрменголом, сыном Борреля I и Эрментруды (или Эрменгарды), вероятно, дочери графа Руэрга Раймунда III.